# Karoline von Berlepsch

Knauthainer Schloss

Karoline von Berlepsch (* 9. Januar 1820 in Hersfeld; † 21. Februar 1877 in Knauthain (heute: Leipzig)) aus der Familie von Berlepsch war die dritte Ehefrau des Kurfürsten Wilhelm II. von Hessen-Kassel (* 1777; † 1847). Er heiratete sie nach dem Tod seiner zweiten Frau, Gräfin Emilie von Reichenbach-Lessonitz, am 28. August 1843 in Wilhelmsbad (heute: Hanau) ebenfalls morganatisch, da sie aus dem niederen Adel stammte und somit nicht standesgemäß war.
Karoline war die Tochter von Ludwig Hermann von Berlepsch und Melusine von Kruse und 43 Jahre jünger als ihr Mann. Hauptwohnsitz des Paares war Frankfurt am Main, da der Kurfürst 1830 faktisch abgedankt und die Regierung seinem Sohn, Friedrich Wilhelm I., aus erster, standesgemäßer Ehe, überlassen hatte.
Der Kurfürst erhob Karoline 1844 zu einer Baronin von Bergen und sie erhielt 1846 den österreichischen Titel einer Gräfin von Bergen. Nach dem Tod ihres Mannes 1847 heiratete sie in Frankfurt 1851 erneut und zwar Graf Karl Adolf von Hohenthal (* 27. November 1811 in Dölkau; † 9. Oktober 1875 in Knauthain).